# Leon Ludwik Jaworowski
Leon Ludwik Jaworowski herbu Lubicz OSBM (ur. 1764, zm. 1833) – unicki biskup włodzimierski, biskup pomocniczy brzeski.

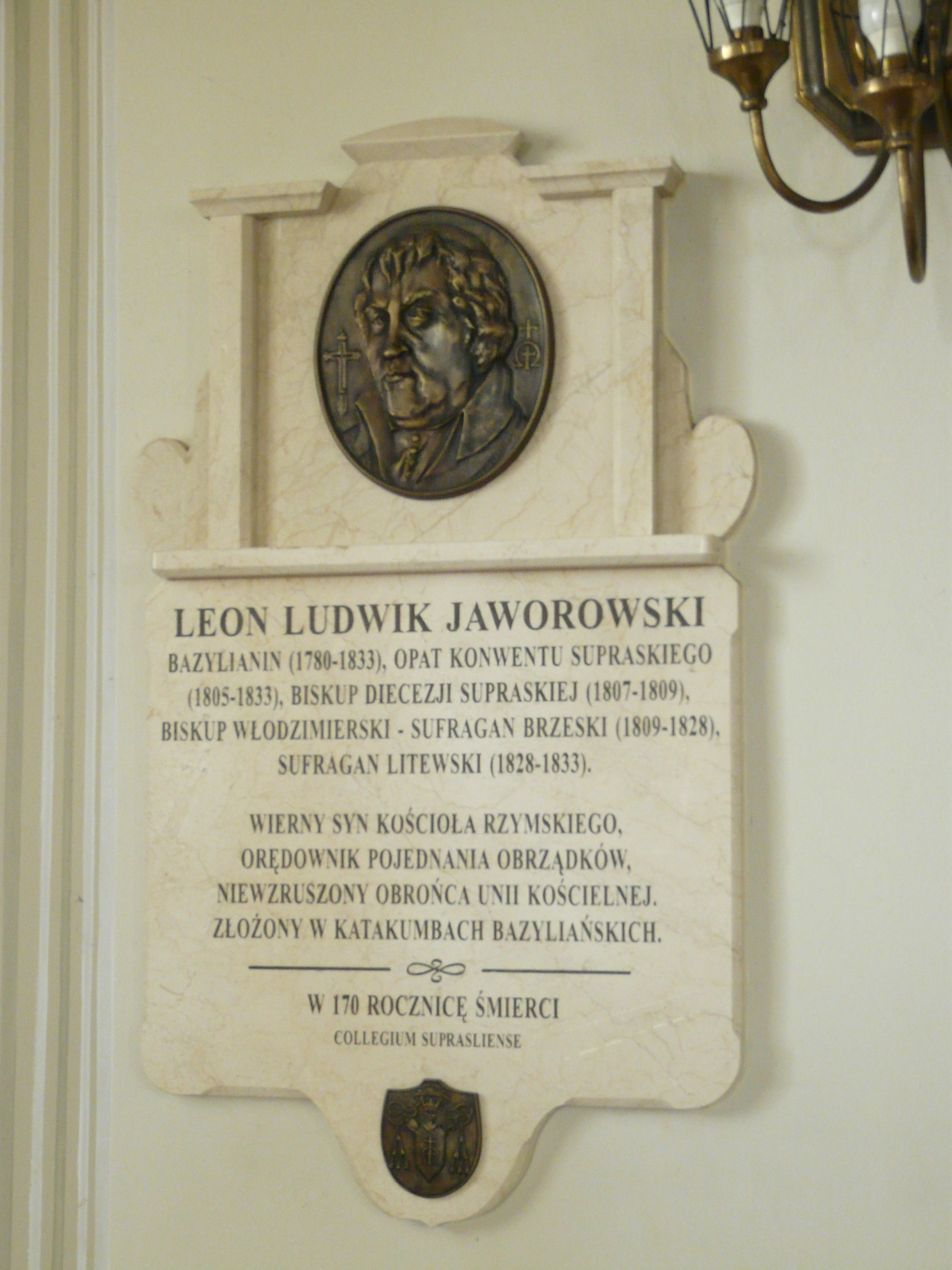
Tablica upamiętniająca Jaworowskiego w Supraślu w Kościele Najświętszej Maryi Panny Królowej Polski

## Życiorys
Urodził się w Białymstoku, w rodzinie Joanny Sawickiej i Stefana Jaworowskiego. Ochrzczony został 17 sierpnia 1764 r. w rzymskokatolickim kościele Wniebowzięcia Najświętszej Maryi Panny w Białymstoku, otrzymując imię Ludwik. Po mieczu Leon Jaworowski pochodził z zaścianka szlacheckiego Jaworówka, pierwotnie ostępu puszczy o tejże nazwie, nadanego w latach 1529–1530 protoplaście rodu, bojarowi Hryniowi Ignatowiczowi, pochodzącemu z Hryniewicz spod Bielska Podlaskiego. Losy Jaworowskich (vel Hryniewiczów) wiązały się z funkcjonowaniem królewskiego dworu w Knyszynie. W okresie zarządu dóbr knyszyńskich przez Zygmunta Augusta zajmowali się oni dozorem królewskiej psiarni oraz organizacją łowów. Bojarzy Jaworowscy pochodzili z ruskiej szlachty, jednak wiele przesłanek wskazuje, że począwszy od I połowy XVI wieku należeli do Kościoła rzymskokatolickiego. Nie wiadomo dokładnie, kiedy przodek przyszłego biskupa przeniósł się do Białegostoku. Na podstawie źródeł metrykalnych przypuszczać należy, że ojciec Ludwika Leona – Stefan Jaworowski – urodził się w rodowej wsi Jaworówce.
Ludwik Leon Jaworowski początkową edukację uzyskał w białostockiej szkole powiatowej. W 1779 r, mając zaledwie piętnaście lat, wstąpił do unickiego klasztoru oo. bazylianów w Supraślu, gdzie kontynuował naukę pod kierunkiem ks. Melecego Ossuchowskiego. Rok po wstąpieniu do stanu duchownego przyjął pierwsze święcenia zakonne i otrzymał imię Leon, które w zgromadzeniu supraskim przypominało postać opata Leona Kiszki – metropolity całej Rusi. Święcenia kapłańskie bazylianin Leon Jaworowski otrzymał dopiero w 1787 r. Miał wówczas 23 lata. Tuż po święceniach został wybrany przez współbraci na konsultora. Niedługo potem otrzymał godność sekretarza klasztoru. W dokumentach z 1795 r. Jaworowski wzmiankowany jest jako konsultor, sekretarz i ekonom. Po trzecim rozbiorze Polski, kiedy przy klasztorze powołano diecezję unicką, Leon Jaworowski piastował urząd jej kanclerza. Oprócz tego, w latach 1800–1803, pełnił funkcję ostatniego prefekta drukarni bazyliańskiej w klasztorze supraskim. Popierany przez biskupa diecezji supraskiej Teodozego Wisłockiego, w 1801 r. został wybrany na opata, jednak ze względu na spór ze swoim dawnym nauczycielem urząd ten mógł podjąć dopiero 25 marca 1805 r. W okresie wakansu godności opackiej Leon Jaworowski był jednym z trzech członków tymczasowej administracji klasztoru. Od 1802 r. do objęcia tronu archimandryckiego w 1805 r. pełnił urząd prezesa zarządu klasztoru. Po śmierci następcy Teodozego Wisłockiego, biskupa diecezji supraskiej, Mikołaja Duchnowskiego (21 VI 1805 r.), opat Jaworowski, decyzją króla Prus Fryderyka Wilhelma III otrzymał nominację na władykę diecezji supraskiej. Oficjalnie katedrę biskupią objął dopiero po układzie w Tylży, kiedy Białostocczyzna przeszła pod zwierzchnictwo Rosji. Za sprawą zarządcy obwodu białostockiego, Ignacego Teylsa, ukaz carski z 14 lutego 1809 r. kasujący diecezję supraską, zapewnił Jaworowskiemu objęcie funkcji biskupa pomocniczego diecezji brzeskiej. Wyświęcenie nominata nastąpiło w Połocku, prawdopodobnie dnia 13 stycznia 1811 roku. Przystąpił do Konfederacji Generalnej Królestwa Polskiego w 1812 roku.
W latach dwudziestych XIX w. biskup Leon Jaworowski dokonał licznych remontów zabudowań klasztornych, wspierał przyklasztorną posługę sakramentalną parafii unickiej (obu obrządków), założył pierwszą w historii Supraśla szkołę parafialną oraz starał się odzyskać majątki klasztoru przejęte przez Prusaków w 1796 r. Praca Leona Jaworowskiego włożona w modernizację dzierżawionego przez niego (w latach 1819–1831), folwarku Supraśl stworzyła możliwość przeobrażenia się osady klasztornej w miasteczko. W 1817 r. został wiceprezesem terenowego oddziału Rosyjskiego Towarzystwa Biblijnego na Obwód Białostocki. Poprzez rozpowszechnianie polskiego przekładu Biblii oraz innych książek drukowanych w języku polskim wspierał wiernych obu obrządków przed tendencjami rusyfikacyjnymi. 
Metropolita unicki, biskup brzeski Jozafat Bułhak powierzył Jaworowskiemu władzę równającą się jurysdykcji biskupa diecezjalnego. Według planów metropolity miał on przejąć w przyszłości jego brzeską katedrę i przenieść stolicę biskupią do Supraśla. Koncepcje te, ze względu na nieprzychylny stosunek do Jaworowskiego II departamentu Kolegium Rzymskokatolickiego w Petersburgu, nigdy nie zostały urzeczywistnione. Zgodnie z realizacją tajnego planu likwidacji unii kościelnej, sporządzonego osobiście przez asesora II departamentu, rusofila ks. Józefa Siemaszkę, 22 kwietnia 1828 r. dokonano reorganizacji struktur diecezjalnych w Kościele unickim. Konsekwencją reformy było pozbawienie dotychczasowej pozycji Leona Jaworowskiego oraz innych przeciwników planów Siemaszki. Leon Jaworowski przebywał w Supraślu do końca życia. Schorowany, nie mógł sprzeciwić się działaniom władz carskich i skupionych wokół Józefa Siemaszki duchownych dążących do likwidacji unii. Dwa miesiące przed śmiercią żądał od zwierzchników duchownych, aby sprowadzony przez niego w 1830 r. namiestnik klasztoru ks. Nikodem Marcinowski został mianowany jego następcą na tronie opackim i żeby utrzymywano w Supraślu 10 mnichów (razem z nowym opatem). Oprócz tego biskup Jaworowski nalegał, by przy klasztorze utworzono unicką szkołę powiatową, przeznaczoną dla 20 uczniów z obwodu białostockiego.
Leon Jaworowski zmarł w Supraślu po wyczerpującej chorobie 2 listopada (21 października według kalendarza juliańskiego) 1833 r. Pochowany został przy klasztorze w bazyliańskich katakumbach.